# Pseudocarpidium avicennioides
Pseudocarpidium avicennioides là một loài thực vật có hoa trong họ Hoa môi. Loài này được (A.Rich.) Millsp. miêu tả khoa học đầu tiên năm 1906.